# Albrecht Kubick
Stanislaus Albrecht Kubick (* 27. Februar 1905 in Brieskow-Finkenheerd bei Frankfurt an der Oder; † nach 1960) war ein deutscher SA-Führer. Er wurde vor allem bekannt als Leiter der 1933 durchgeführten Sonderermittlungen gegen die der Beteiligung an dem Bülowplatz-Attentates von 1931 verdächtigen Kommunisten, auf das sich das 1991 durchgeführte Strafverfahren gegen den langjährigen Minister für Staatssicherheit der DDR, Erich Mielke, stützte.

## Leben und Tätigkeit
Kubick war ein Sohn des Ingenieurs Friedrich Kubick und seiner Ehefrau Martha, geb. Grätz. Nach dem Besuch der Volksschule arbeitete er ab seinem 14. Lebensjahr im Geschäft seines Vaters mit. Von 1923 bis 1924 arbeitete er in einem Eisenwerk, später selbständig und von 1930 bis 1931 in der Stadtgärtnerei Tegel.
In den 1920er Jahren wurde Kubick wiederholt wegen Diebstahldelikten verhaftet und verurteilt und verbüßte auch kürzere Haftstrafen.
Seit 1931 gehörte Kubick der SA an. Zum 1. Januar 1932 trat er der NSDAP bei (Mitgliedsnummer 843.681). In der SA übernahm er die Führung des S[onder].Sturms 102 (Wedding).
Kurz nach dem Regierungsantritt der Nationalsozialisten im Frühjahr 1933 erhielt die SA in Berlin als Reichshauptstadt, wie im ganzen Reich, als SA-Hilfspolizei von der Reichsregierung bzw. den nationalsozialistisch dominierten Landesregierungen quasi-hoheitliche Funktionen und Befugnisse übertragen. In der Folge fiel es ihr in erster Linie zu, die weltanschaulichen Gegner der Nationalsozialisten auszuschalten, wobei das Hauptaugenmerk zu dieser Zeit auf die Zerschlagung der Kommunistischen Partei und ihrer Organisation gelegt wurde. Zu diesem Zweck wurden Mitglieder und Anhänger der Partei massenhaft sistiert und in Gefängnisse sowie in die neugeschaffenen Konzentrationslager und in SA-Quartiere verschleppt. Um Informationen über den Aufbau und die Funktionsweise des geheimen Teils des Netzwerkes der kommunistischen Organisationen sowie um Informationen über nicht-öffentlich bekannte Aktivitäten der Kommunisten zu erlangen, wurden gefangene kommunistische Funktionäre von der SA zu dieser Zeit eingehend verhört und häufig auch brutalen Folterungen unterzogen.

### Ermittlungen im Zusammenhang mit dem Bülow-Platz-Attentat
Der von Kubick geführte S.Sturm 102 – der 1933 dem Sturm 2/10, dem 2. Sturm (Prenzlauer Berg) des 10. SA-Sturmbannes angegliedert wurde – übernahm im Sommer 1933 in diesem Zusammenhang die Ermittlungen in der Sache „Bülowplatz“, einer Schießerei am 9. August 1931 auf dem Berliner Bülowplatz, bei der KPD-Angehörige zwei Schutzpolizisten erschossen hatten. Dass die SA diesen Fall an sich zog, lag daran, dass die Kriminalpolizei und die Staatsanwaltschaft, nach Auffassung der neuen Machthaber mit ihren Ermittlungen in diesem Fall seit 1931 in einem unbefriedigend geringem Maße vorangekommen war. Im Rahmen der Bearbeitung dieser Aufgabe und anderer Fälle von kommunistischen Vergehen wurde Kubick die Stellung eines Referenten in der Abteilung I E der SA-Gruppe Berlin-Brandenburg übertragen, in der er im Allgemeinen beauftragt war, „Terrorgruppen“ der illegalen KPD, die nach dem Verbot dieser Partei im Untergrund weiterexistierten, aufzudecken und unschädlich zu machen. Die Abteilung I E arbeitete bei ihren Ermittlungen zeitweise eng mit dem Geheimen Staatspolizeiamt zusammen, agierte über weite Strecken aber eigenständig.
Kubicks Ermittlungen in der Bülowplatz-Angelegenheit erwiesen sich als ausgesprochen erfolgreich, so dass auf Grundlage der von ihm zusammengetragenen Beweismittel im Jahr 1934 von der Staatsanwaltschaft Anklage vor dem ... Schwurgericht beim Landgericht Berlin xy gegen jene Verdächtigen in der Angelegenheit Bülowplatz, die die SA und die Polizei 1933 hatten verhaften können, erhoben werden konnten. Einige Verdächtige hatten sich allerdings dem Zugriff der Behörden und der SA durch Flucht ins Ausland entziehen können. Unter diesen war einer der mutmaßlichen Todesschützen, der Arbeiter Erich Mielke, der später als Minister für Staatssicherheit in der DDR Bekanntheit erlangte.
Als Hauptbelastungszeuge in dem Gerichtsverfahren gegen die ergriffenen Beteiligten des Bülowplatz-Attentates, größtenteils Angehörige der KPD-Selbstschutz-Formation, trat ein gewisser Michael Klause auf (der selbst zu den Angeklagten gehörte), der den unter Kubicks Leitung ermittelnden SA-Hilfspolizisten gegenüber ausführliche Aussagen über die Vorgänge gemacht hatte, auf die die Staatsanwaltschaft in dem Prozess als zentrales Beweismittel zurückgegriff. Eine Reihe von Indizien legt es mit großer Wahrscheinlichkeit nahe, dass diese Aussagen von Klause unter Anwendung brutaler Gewalt und sogar von Folter durch Kubick und seine Untergebenen gewonnen worden waren.
So beschrieb Hellmuth Krug, ein anderer unter Kubicks Leitung vernommener Kommunist, der derselben Formation wie Klause angehört hatte, nachdem er im Herbst 1933 ins Ausland hatte fliehen können, die Art wie eine „Vernehmung“ seiner Person durch Kubicks Einsatzstab, die dem Zweck gedient hatte, die Namen und das Beziehungsgefüge von Mitgliedern der kommunistischen Zelle, der er angehört hatte, zu rekonstruieren, vonstattengegangen war, wie folgt:

„In der SS-Wache (Sturm 42, Reinickendorf) wurden meine Personalien aufgenommen und zum Sanitäter III. Etage gebracht. Vor mir ging ein Gefangener, nur mit Hose und Schuhen, dessen linke Rückenhälfte schwarz blutunterlaufen war. Nachmittags um fünf Uhr wurde ich wieder zur Vernehmung geführt. Anwesend waren: der Kriminalgehilfe Po[h]lenz, der Obertruppführer Kubick und der SS-Mann. Der Obertruppführer K. las mir noch einmal die Liste vor bis zu meinem eigenen Namen. Ich leugnete wieder, jemand zu kennen. Zwischendurch wurde ich immer wieder mit einem meterlangen Knüppel, an dessen Ende ein Gummischlauch übergezogen war, auf Handrücken und in die Kniekehlen geschlagen, mehrmals auch mit der Hand an den Kopf und ins Gesicht. Kubick sprang auf mich zu, schlug wieder mit dem Knüppel, während ich stramme Haltung annehmen mußte. Durch die Mißhandlungen heruntergekommen, konnte ich seinen Auslassungen nicht mehr folgen, so daß er Befehl zum Abführen gab.“

Am Ende des Bülowplatz-Prozesses wurden Michael Klause sowie die Mitangeklagten Friedrich Broede und Max Matern zum Tode verurteilt. Gnadengesuche der drei wurden vom Berliner Generalstaatsanwalt und dem Präsidenten des Landgerichtes abgelehnt. Bröde erhängte sich schließlich in seiner Zelle am Riemen seines Holzbeines. Matern wurde am 22. Mai 1935 in Plötzensee mit dem Handbeil hingerichtet. Das Urteil gegen Klause wurde am 2. Mai 1935 von Hitler durch einen Gnadenakt in lebenslängliche Haft umgewandelt. Am 7. Februar 1942 wurde er dann aufgrund von Entscheidungen, die noch nicht rekonstruiert werden konnten, in Plötzensee mit dem Fallbeil enthauptet.
Kubick wurde aufgrund seiner Mitwirkung bei den Ermittlungen zum Bülow-Platz-Attentat zum 1. Januar 1934 mit besonderem Auftrag als Kriminalangestellter ins Geheime Staatspolizeiamt kommandiert. Außerdem erhielt er für seine Leistungen bei den Ermittlungen gegen die KPD und der Bekämpfung der Kommunisten am 27. Juni 1934 Belobigungsschreiben des Berliner Polizeipräsidenten Magnus von Levetzow.

### Weiteres Leben
Auch bei anderen Gelegenheiten gelang es Kubick – im Sinne des NS-Regimes – beachtliches bei der Bekämpfung der KPD zu leisten: So stellte er am 15. Juli 1933 in Halensee erhebliche Waffenbestände der KPD sicher, darunter ein schweres MG, ein Granatwerfer, Trommelmagazine und 500 Schuss Munition.
Am 1. Mai 1934 hob Kubick die Unterbezirksleitung Lichtenberg der KPD mit 51 Personen, die den Maifeiertag durch das Abwerfen kommunistischer Flugblätter „stören“ wollten, sowie ihre Druckerei aus.
Am 30. Juni 1934 wurde Kubick im Zuge der Röhm-Affäre, in deren Verlauf ein Großteil der führenden Mitglieder der Berliner SA als Präventivmaßnahme von der SS und der Polizei unter Arrest gestellt wurde, verhaftet und ins Geheime Staatspolizeiamt gebracht. Dort wurde er am Nachmittag dieses Tages als Gefangener im Hausgefängnis des Gestapas Ohrenzeuge der Erschießung des ehemaligen Reichsorganisationsleiter der NSDAP, Gregor Strasser.
Nach seiner Freilassung schied Kubick zum 30. September 1934 infolge der Auflösung der Abteilung I E der SA-Gruppe Berlin Brandenburg aus dieser sowie aus dem Dienst als Angestellter beim Geheimen Staatspolizeiamt aus. Im November 1934 war Kubick kurzzeitig im Amt für Volkswohlfahrt bei der Obersten Leitung der Politischen Organisation der NSDAP tätig.
1934 wurde zudem ein Verfahren gegen Kubick wegen Körperverletzung und Nötigung eingeleitet: Hintergrund waren Beschwerden von zahlreichen Personen, die er bei Vernehmungen bedroht und/oder körperlich misshandelt (bzw. misshandelt haben lassen) hatte: So bekundete beispielsweise eine Zeugin, dass er ihr im Dezember 1933 bei einer Vernehmung im SA-Hauptquartier in der Vossstraße eine lederumwickelte Peitsche mit Blutflecken gezeigt habe und von ihr verlangt, habe an dieser zu riechen, wobei er ihr zu verstehen gegeben habe, dass auch ihr  Blut bald an dieser kleben werde, wenn sie nicht aussagen sollte. Zudem sei sie mit der flachen Hand ins Gesicht geschlagen worden und dazu veranlasst worden, auf den Zehenspitzen stehend mit erhobenen Armen Kniebeugen zu machen.
Das Ermittlungsverfahren der Staatsanwaltschaft gegen Kubick und Genossen wegen Körperverletzung wurde schließlich durch einen Erlass Hitlers in seiner Eigenschaft als Staatsoberhaupt vom 17. Oktober 1935 auf Antrag des Reichsjustizminister Franz Gürtner niedergeschlagen, womit er einer weiteren Verfolgung enthoben war.

### Familie
Kubick war seit dem 19. November 1926 mit Charlotte Swoboda (* 20. November 1904) verheiratet. Am 27. Dezember 1928 heiratete er in zweiter Ehe Erna Beier (* 22. Februar 1906 in Bromberg).

### Nachwirken
Als Erich Mielke nach dem Zusammenbruch der Deutschen Demokratischen Republik (und fast sechzig Jahre nach dem Prozess von 1934) 1992 wegen seiner Beteiligung an den Vorgängen von 1931 vor dem Berliner Kammergericht angeklagt wurde, erlaubte das Kammergericht der Anklage auf das 1933/1934 von Kubick im Rahmen seiner Untersuchungen gewonnene Belastungsmaterial gegen die an dem Bülowplatz-Attentat Beteiligten  als Beweismittel gegen Mielke zurückzugreifen.
In der Presse rief dies kritische Stimmen hervor, die darauf hinwiesen, dass das von Kubick gewonnene Beweismaterial, insbesondere die Aussage des wichtigsten Belastungszeugen Klause wahrscheinlich durch die Anwendung von Folter gewonnen worden war.

## Nachlass
Personalunterlagen zu Kubick haben sich im Bundesarchiv erhalten. Namentlich befinden sich im ehemaligen Berlin Document Center eine PK-Personalakte (Mikrofilm PK G 339, Bilder 1067–1136). Des Weiteren sind eine Personalakte der Nationalsozialistischen Volkswohlfahrt (NS 37/3669) und eine Akte des Reichsjustizministeriums zu einem Verfahren gegen Kubick wegen Körperverletzung und Nötigung (R 3001/100148) vorhanden.